# Феррелл, Йоги
Йоги Феррелл (англ. Kevin Duane "Yogi" Ferrell Jr.), род. 9 мая 1993, Гринфилд, Индиана) — американский профессиональный баскетболист, выступающий за черногорский клуб «Будучность». На студенческом уровне играл за «Институт Индианы».

## Профессиональная карьера

### Бруклин Нетс и Лонг-Айленд Нетс (2016—2017)
После того, как Феррелл не был выбран на драфте НБА 2016 года он присоединился к «Бруклин Нетс» для участия в Летней лиге. 5 августа 2016 года Феррелл подписал контракт с «Нетс», однако 21 октября 2016 года, до начала сезона, был отчислен из «Бруклина».
1 ноября 2016 года он был приобретён фарм-клубом «Бруклина» в Джи-Лиге «Лонг-Айленд Нетс». Уже 9 ноября 2016 года он вернулся в основной состав «Бруклина» и тем же вечером дебютировал в НБА, набрав 5 очков, 3 подбора, 1 передачу и 1 перехват за 14 минут игрового времени в проигранном матче против «Нью-Йорк Никс». По ходу сезона он несколько раз переходил между клубами до 8 декабря 2016 года, когда он был окончательно отчислен из «Бруклина», в общей сложности выйдя на поле 10 раз в НБА.

### Даллас Маверикс (2017—2018)
28 января 2017 года Феррелл подписал десятидневный контракт с «Даллас Маверикс». Феррелл дебютировал за новую команду уже на следующий день, выйдя в стартовом составе и записав на свой счёт 9 очков и 7 передач за 36 минут игрового времени в победном матче против «Сан-Антони Спёрс» 105:101. 30 января 2017 года 2 он обновил свой личный рекорд результативности, набрав 19 очков в выигранном матче против «Кливленд Кавальерс». 3 февраля 2017 года в матче против «Портленд Трэйл Блэйзерс» он набрал 32 очка и вновь обновил личный рекорд. К тому же он стал всего-лишь третьим незадрафтованным игроком, который набирал больше 30 очков за один  из первых своих 15 матчей в лиге, до него это делали Конни Хокинс (дважды) и Энтони Морроу. Также в этой игре он повторил рекорд НБА для новичков по количеству реализованных трёхочковых бросков (9). 7 февраля 2017 года он подписал многолетний контракт с «Маверикс». 11 февраля 2017 года Дерон Уильямс вернулся в строй после травмы и занял место Феррелла в стартовой пятёрке. 2 марта 2017 года Феррелл получил награду лучшего новичка месяца Западной конференции в феврале. По итогам сезона 2016/2017 он попал во вторую 2-я сборную новичков.
6 марта 2018 года Феррелл реализовал 6 трёхочковых, что помогло ему установить личный рекорд сезона 2017/2018 по набранным очкам (24).
26 июня 2018 года Феррелл получил квалификационное предложение от «Далласа». Позже, 13 июля 2018 года, «Маверикс» отозвали своё предложение и предложили ему двухлетний контракт на сумму 5,3 млн $. Однако Феррелл несмотря на предварительную договорённость с «Маверикс», всё же отклонил и второе их предложение.

### Сакраменто Кингз (2018—2020)
23 июля 2018 года Феррелл подписал двухлетний контракт с клубом «Сакраменто Кингз» на сумму 6,15 млн $.
18 декабря 2020 года Феррелл подписал контракт с клубом «Юта Джаз», однако на следующий день он был отчислен из клуба.

### Кливленд Кавальерс (2021)
11 января 2021 года «Кливленд Кавальерс» подписали десятидневный контракт с Ферреллом. 15 января 2021 года он был отчислен из состава в связи с приходом в «Кливленд» Джарретта Аллена и Торина Принса в результате трёхстороннего обмена Джеймса Хардена в «Бруклин Нетс». За «Кавальерс» Феррелл успел сыграть 2 матча.

### Солт-Лейк-Сити Старз (2021)
26 января 2021 года Феррелл подписал контракт с командой «Солт-Лейк-Сити Старз», за которую сыграл в 14 матчах.

### Лос-Анджелес Клипперс (2021)
19 апреля 2021 года Феррелл подписал 10-дневный контракт с командой «Лос-Анджелес Клипперс», а ещё через десять дней подписал негарантированный контракт.

### Панатинаикос (2021)
10 октября 2021 года Феррелл подписал контракт с греческим клубом «Панатинаикос» до конца сезона 2021/22.

### Цедевита Олимпия (2021—2023)
1 декабря 2021 года Феррелл подписал контракт со словенским клубом «Цедевита Олимпия».
В 2023 году Йоги Феррелл стал MVP финала Словенской баскетбольной лиги, набрав 35 очков в третьей игре.

### Шанхай Шаркс (2023)
17 августа 2023 года Феррелл подписал контракт с командой «Шанхай Шаркс» из Китайской баскетбольной ассоциации.

### Партизан/Будучность (2023—настоящее время)
23 ноября 2023 года Феррелл подписал однолетнее соглашение с командой «Партизан», выступающей в чемпионате Сербии по баскетболу, Адриатической лиге и Евролиге. 28 ноября 2023 года появилась информация, что сделка сорвалась в последний момент. Уже 30 ноября стало известно, что Феррелл официально подписал контракт с клубом «Будучность».

## Статистика

### Статистика в НБА
| Сезон                                                                                    | Команда    | Регулярный сезон | Регулярный сезон | Регулярный сезон | Регулярный сезон | Регулярный сезон | Регулярный сезон | Регулярный сезон | Регулярный сезон | Регулярный сезон | Регулярный сезон | Регулярный сезон | Серия плей-офф | Серия плей-офф | Серия плей-офф | Серия плей-офф | Серия плей-офф | Серия плей-офф | Серия плей-офф | Серия плей-офф | Серия плей-офф | Серия плей-офф | Серия плей-офф |
| Сезон                                                                                    | Команда    | GP               | GS               | MPG              | FG%              | 3P%              | FT%              | RPG              | APG              | SPG              | BPG              | PPG              | GP             | GS             | MPG            | FG%            | 3P%            | FT%            | RPG            | APG            | SPG            | BPG            | PPG            |
| ---------------------------------------------------------------------------------------- | ---------- | ---------------- | ---------------- | ---------------- | ---------------- | ---------------- | ---------------- | ---------------- | ---------------- | ---------------- | ---------------- | ---------------- | -------------- | -------------- | -------------- | -------------- | -------------- | -------------- | -------------- | -------------- | -------------- | -------------- | -------------- |
| 2016/17                                                                                  | Бруклин    | 10               | 0                | 15,1             | 36,7             | 29,6             | 62,5             | 1,2              | 1,7              | 0,2              | 0,2              | 5,4              | Не участвовал  | Не участвовал  | Не участвовал  | Не участвовал  | Не участвовал  | Не участвовал  | Не участвовал  | Не участвовал  | Не участвовал  | Не участвовал  | Не участвовал  |
| 2016/17                                                                                  | Даллас     | 36               | 29               | 29,0             | 41,2             | 40,3             | 87,7             | 2,8              | 4,3              | 1,1              | 0,2              | 11,3             | Не участвовал  | Не участвовал  | Не участвовал  | Не участвовал  | Не участвовал  | Не участвовал  | Не участвовал  | Не участвовал  | Не участвовал  | Не участвовал  | Не участвовал  |
| 2017/18                                                                                  | Даллас     | 82               | 21               | 27,8             | 42,6             | 37,3             | 79,6             | 3,0              | 2,5              | 0,8              | 0,1              | 10,2             | Не участвовал  | Не участвовал  | Не участвовал  | Не участвовал  | Не участвовал  | Не участвовал  | Не участвовал  | Не участвовал  | Не участвовал  | Не участвовал  | Не участвовал  |
| 2018/19                                                                                  | Сакраменто | 71               | 3                | 15,0             | 43,5             | 36,2             | 89,6             | 1,5              | 1,9              | 0,5              | 0,1              | 5,9              | Не участвовал  | Не участвовал  | Не участвовал  | Не участвовал  | Не участвовал  | Не участвовал  | Не участвовал  | Не участвовал  | Не участвовал  | Не участвовал  | Не участвовал  |
| 2019/20                                                                                  | Сакраменто | 50               | 0                | 10,6             | 42,0             | 30,4             | 85,7             | 1,0              | 1,4              | 0,4              | 0,1              | 4,4              | Не участвовал  | Не участвовал  | Не участвовал  | Не участвовал  | Не участвовал  | Не участвовал  | Не участвовал  | Не участвовал  | Не участвовал  | Не участвовал  | Не участвовал  |
| 2020/21                                                                                  | Кливленд   | 2                | 0                | 20,3             | 38,1             | 33,3             | 0,0              | 3,0              | 2,5              | 1,5              | 0,5              | 9,5              | Не участвовал  | Не участвовал  | Не участвовал  | Не участвовал  | Не участвовал  | Не участвовал  | Не участвовал  | Не участвовал  | Не участвовал  | Не участвовал  | Не участвовал  |
| 2020/21                                                                                  | Клипперс   | 8                | 0                | 12,0             | 33,3             | 31,6             | 100,0            | 1,5              | 2,1              | 0,5              | 0,3              | 4,6              | 9              | 0              | 1,7            | 40,0           | 0,0            | -              | 0,3            | 0,3            | 0,0            | 0,0            | 0,4            |
|                                                                                          | Всего      | 259              | 53               | 20,1             | 42,0             | 36,5             | 83,5             | 2,1              | 2,3              | 0,6              | 0,1              | 7,7              | 9              | 0              | 1,7            | 40,0           | 0,0            | -              | 0,3            | 0,3            | 0,0            | 0,0            | 0,4            |
| Наведите курсор мыши на аббревиатуры в заголовке таблицы, чтобы прочесть их расшифровку. |            |                  |                  |                  |                  |                  |                  |                  |                  |                  |                  |                  |                |                |                |                |                |                |                |                |                |                |                |

### Статистика в Д-Лиге
| Сезон                                                                                    | Команда          | Регулярный сезон | Регулярный сезон | Регулярный сезон | Регулярный сезон | Регулярный сезон | Регулярный сезон | Регулярный сезон | Регулярный сезон | Регулярный сезон | Регулярный сезон | Регулярный сезон | Серия плей-офф | Серия плей-офф | Серия плей-офф | Серия плей-офф | Серия плей-офф | Серия плей-офф | Серия плей-офф | Серия плей-офф | Серия плей-офф | Серия плей-офф | Серия плей-офф |
| Сезон                                                                                    | Команда          | GP               | GS               | MPG              | FG%              | 3P%              | FT%              | RPG              | APG              | SPG              | BPG              | PPG              | GP             | GS             | MPG            | FG%            | 3P%            | FT%            | RPG            | APG            | SPG            | BPG            | PPG            |
| ---------------------------------------------------------------------------------------- | ---------------- | ---------------- | ---------------- | ---------------- | ---------------- | ---------------- | ---------------- | ---------------- | ---------------- | ---------------- | ---------------- | ---------------- | -------------- | -------------- | -------------- | -------------- | -------------- | -------------- | -------------- | -------------- | -------------- | -------------- | -------------- |
| 2016/17                                                                                  | Лонг-Айленд Нетс | 18               | 18               | 35,7             | 42,4             | 39,8             | 90,3             | 2,9              | 5,8              | 1,5              | 0,1              | 18,7             | Не участвовал  | Не участвовал  | Не участвовал  | Не участвовал  | Не участвовал  | Не участвовал  | Не участвовал  | Не участвовал  | Не участвовал  | Не участвовал  | Не участвовал  |
|                                                                                          | Всего            | 18               | 18               | 35,7             | 42,4             | 39,8             | 90,3             | 2,9              | 5,8              | 1,5              | 0,1              | 18,7             | Не участвовал  | Не участвовал  | Не участвовал  | Не участвовал  | Не участвовал  | Не участвовал  | Не участвовал  | Не участвовал  | Не участвовал  | Не участвовал  | Не участвовал  |
| Наведите курсор мыши на аббревиатуры в заголовке таблицы, чтобы прочесть их расшифровку. |                  |                  |                  |                  |                  |                  |                  |                  |                  |                  |                  |                  |                |                |                |                |                |                |                |                |                |                |                |

### Статистика в колледже
| Сезон                                                                                   | Команда | GP  | GS  | MPG  | FG%  | 3P%  | FT%  | RPG | APG | SPG | BPG | PPG  |  |
| --------------------------------------------------------------------------------------- | ------- | --- | --- | ---- | ---- | ---- | ---- | --- | --- | --- | --- | ---- |  |
| 2012/13                                                                                 | Индиана | 36  | 36  | 28,1 | 40,3 | 30,3 | 79,8 | 2,8 | 4,1 | 0,8 | 0,2 | 7,6  |  |
| 2013/14                                                                                 | Индиана | 32  | 32  | 33,8 | 41,3 | 40,0 | 82,4 | 3,0 | 3,9 | 0,8 | 0,0 | 17,3 |  |
| 2014/15                                                                                 | Индиана | 34  | 34  | 34,9 | 43,9 | 41,6 | 86,0 | 3,2 | 4,9 | 0,7 | 0,0 | 16,3 |  |
| 2015/16                                                                                 | Индиана | 35  | 35  | 34,7 | 45,8 | 42,0 | 82,9 | 3,8 | 5,6 | 1,1 | 0,0 | 17,3 |  |
|                                                                                         | Всего   | 137 | 137 | 32,8 | 43,2 | 39,9 | 83,0 | 3,2 | 4,6 | 0,8 | 0,1 | 14,5 |  |
| Наведите курсор мыши на аббревиатуры в заголовке таблицы, чтобы прочесть их расшифровку |         |     |     |      |      |      |      |     |     |     |     |      |  |